# Idiops nigropilosus
Idiops nigropilosus är en spindelart som först beskrevs av Hewitt 1919.  Idiops nigropilosus ingår i släktet Idiops och familjen Idiopidae. Inga underarter finns listade i Catalogue of Life.